# Le Champ-près-Froges
Le Champ-près-Froges är en kommun i departementet Isère i regionen Auvergne-Rhône-Alpes i sydöstra Frankrike. Kommunen ligger i kantonen Goncelin som tillhör arrondissementet Grenoble. År 2022 hade Le Champ-près-Froges 1 317 invånare.

## Befolkningsutveckling
Antalet invånare i kommunen Le Champ-près-Froges
Referens:INSEE